# Pokarben
Pokarben war ein Ort im Kreis Heiligenbeil in Ostpreußen. Seine Ortsstelle befindet sich heute im Rajon Gurjewsk (Gebiet Neuhausen) in der russischen Oblast Kaliningrad (Gebiet Königsberg (Preußen)).

## Geographische Lage
Die Ortsstelle Pokarben liegt im Westen der Oblast Kaliningrad, 29 Kilometer nordöstlich der früheren Kreisstadt Heiligenbeil (russisch Mamonowo) bzw. 26 Kilometer südwestlich der heutigen Rajonshauptstadt Gurjewsk (deutsch Neuhausen).

## Geschichte

### Ortsgeschichte
Erstmals urkundlich erwähnt wurde da damalige Pocarwe im Jahre 1261. Der Ort mit einem sehr großen Gut hieß nach 1290 Pokarwen, nach 1314 Pocarwin, nach 1352 Pokarbin, nach 1358 Pocarben und ersta nach 1871 Pokarben. Im Jahre 1874 wurde Pokarben Amtsdorf und damit namensgebend für einen Amtsbezirk im ostpreußischen Kreis Heiligenbeil im Regierungsbezirk Königsberg, zu dem anfangs neuen, am Ende noch drei Orte gehörten. Im Jahre 1910 waren in Pokarben 108 Einwohner registriert.
Am 30. September 1928 schloss sich der Gutsbezirk Pokarben mit Dümpelkrug, Honigbaum und Albehnen (russisch Gorki) zur neuen Landgemeinde Pokarben zusammen. Die Zahl der Einwohner der auf diese Weise neu formierten Gemeinde belief sich 1933 auf 252 und 1939 auf 273.
Pokarben kam 1945 in Kriegsfolge mit dem gesamten nördlichen Ostpreußen zur Sowjetunion. Doch findet sich der Name seither nicht mehr, eine russische Namensgebung und die Zugehörigkeit zu einem Dorfsowjet sind nicht belegt. Pokarben gilt heute als untergegangen. Seine Ortsstelle liegt jetzt im Bereich des Rajon Gurjewsk in der Oblast Kaliningrad der Russischen Föderation.

### Amtsbezirk Pokarben (1874–1945)
Der Amtsbezirk Pokarben gehörten 1874 die Orte:
| Deutscher Name                                         | Russischer Name | Anmerkungen                                 |
| ------------------------------------------------------ | --------------- | ------------------------------------------- |
| Adlig Pinnau                                           | Selenowo        | 1928 in die Landgemeinde Pinnau umgewandelt |
| Adlig Tengen                                           | NN.             | 1928 nach Tengen eingemeindet               |
| Dümpelkrug                                             | NN              | 1928 nach Pokarben eingegliedert            |
| Honigbaum                                              | NN.             | 1928 nach Pokarben eingegliedert            |
| Kamnicken                                              | NN.1            | 1928 nach Schoschen eingemeindet            |
| Königlich Pinnau                                       | Selenowo        | 1913 nach Adlig Pinnau eingegliedert        |
| Königlich Tengen                                       | NN.             | 1928 nach Tengen eingemeindet               |
| Pokarben                                               | NN              |                                             |
| Schoschen (bis 1938: Schoyschen, vor 1910: Schoischen) | NN.             |                                             |
| ab 1910: Albehnen                                      | Gorki           | 1928 nach Pokarben eingemeindet             |

Im Jahre 1945 bildeten lediglich noch Albehnen, Pinnau und Pokarben den Amtsbezirk Pokarben.

## Religion
Pokarben war bis 1945 in das Kirchspiel der evangelischen Kirche Brandenburg (Haff) (russisch Uschakowo) in der Kirchenprovinz Ostpreußen der Kirche der Altpreußischen Union eingepfarrt.

## Verkehr
Die Ortsstelle Pokarbens ist über einen Landweg erreichbar, der bei Pribeschny (Heidewaldkrug) von der Regionalstraße 27A-020 (ex A 194, frühere deutsche Reichsstraße 1) abzweigt und nach Swetloje (Kobbelbude) führt.